# Ensingen

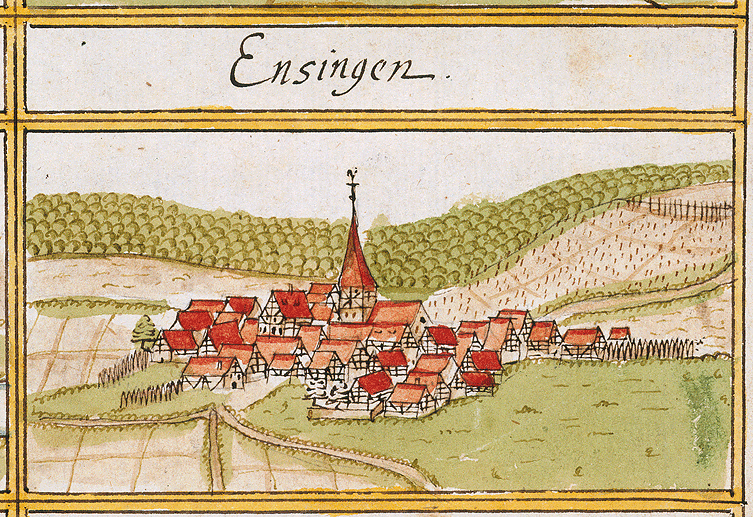
Ensingen im Kieserschen Forstlagerbuch von 1684

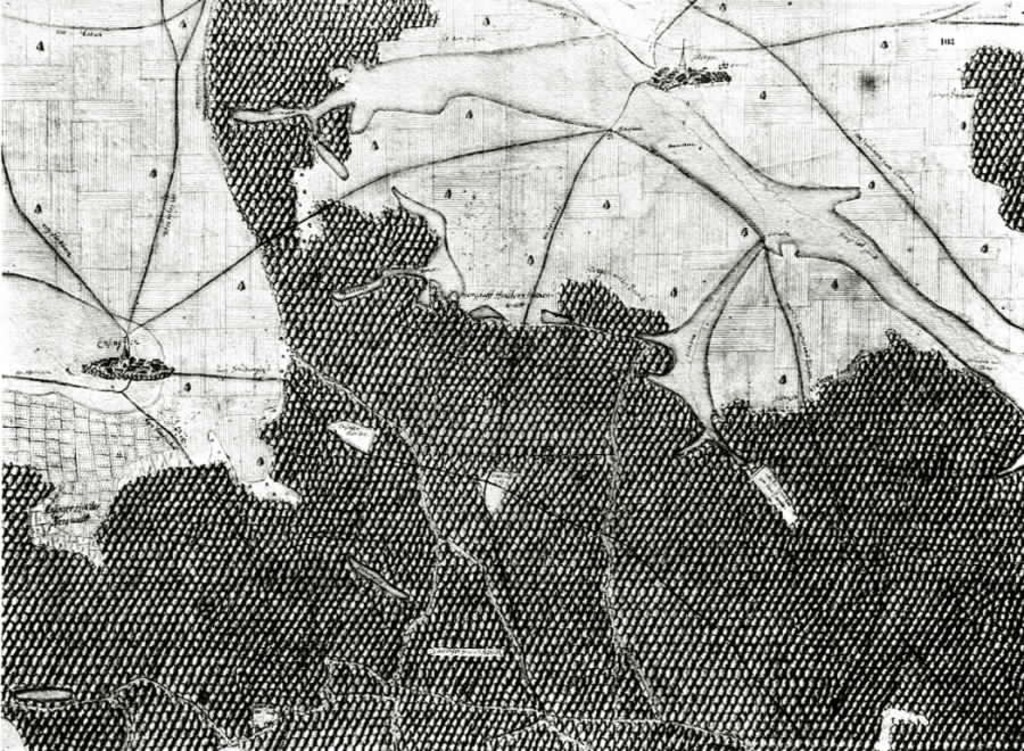
Ensingen auf der Forstkarte von 1684

Ensingen unterm Eselsberg am Rand des Strombergs ist ein Stadtteil der Großen Kreisstadt Vaihingen an der Enz im Landkreis Ludwigsburg und hat rund 2.500 Einwohner.

## Geographie

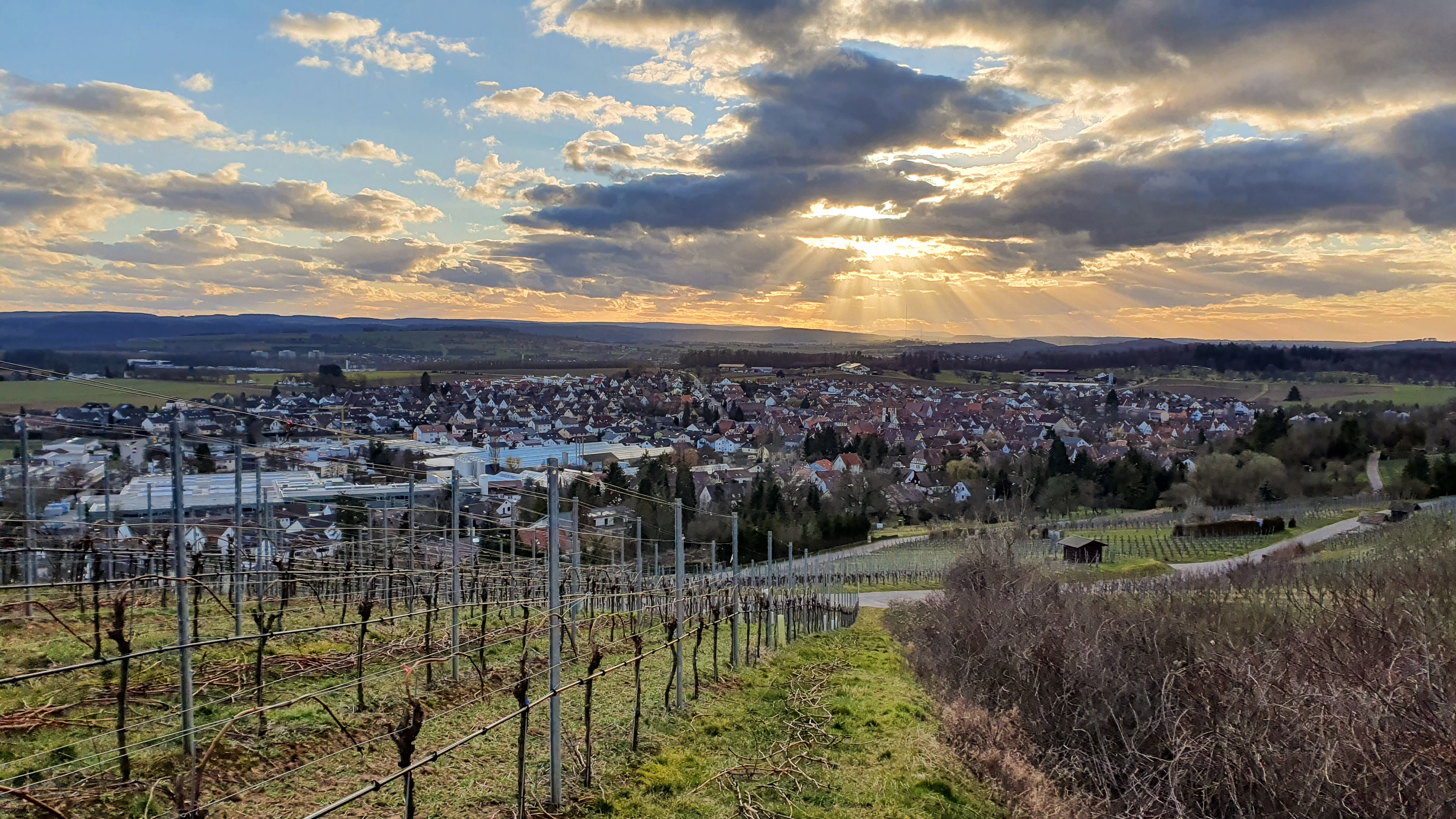
Blick vom Weinberg über Ensingen

Ensingen liegt rund fünf Kilometer nordwestlich der Kernstadt von Vaihingen. Die benachbarten Ortschaften sind von Nord nach West Gündelbach, Horrheim, Kleinglattbach, Illingen.

## Geschichte
Ensingen zählte im 13. Jahrhundert zum Besitz der Herren von Eselsberg, kam nach deren Aussterben um 1253 an die Grafen von Vaihingen und von diesen Ende des 14. Jahrhunderts an das Haus Württemberg. 1972 wurde Ensingen nach Vaihingen eingemeindet.
Das heute meist Eselsburg genannte „Castrum Elisperch“ nördlich von Ensingen wurde am 23. April 1188 erstmals urkundlich in einem Vertrag Kaiser Friedrichs I. mit König Alfons VIII. als staufisches Gut erwähnt. Danach wurde die Burg zum Sitz der edelfreien Herren von Eselsberg.
Ihr bekanntester Burgherr war „Belreinus de Eselsberch“, der Stifter des Klosters Rechentshofen südöstlich von Hohenhaslach. Da Belrein ohne männlichen Erbfolger war, fiel die Eselsburg über seine Tochter Agnes an den mit ihr verheirateten Grafen Konrad II. von Vaihingen.
Am 1. Februar 1972 wurde Ensingen aufgrund der Gebietsreform in Baden-Württemberg in die Stadt Vaihingen an der Enz eingegliedert.

## Wirtschaft und Infrastruktur

### Ansässige Unternehmen
Neben dem traditionellen Weinbau produziert und vertreibt das Unternehmen Ensinger Mineral-Heilquellen GmbH Heil- und Mineralwässer und bietet etwa 150 Menschen Arbeit.
Auf Ensinger Gebiet liegt das von Vaihingen und Illingen gemeinsam ausgewiesene interkommunale Gewerbegebiet Perfekter Standort.
Mara Walz stand der deutschen Weinkönigin 2016/2017 Lena Endesfelder als Weinprinzessin zur Seite.

### Bildung

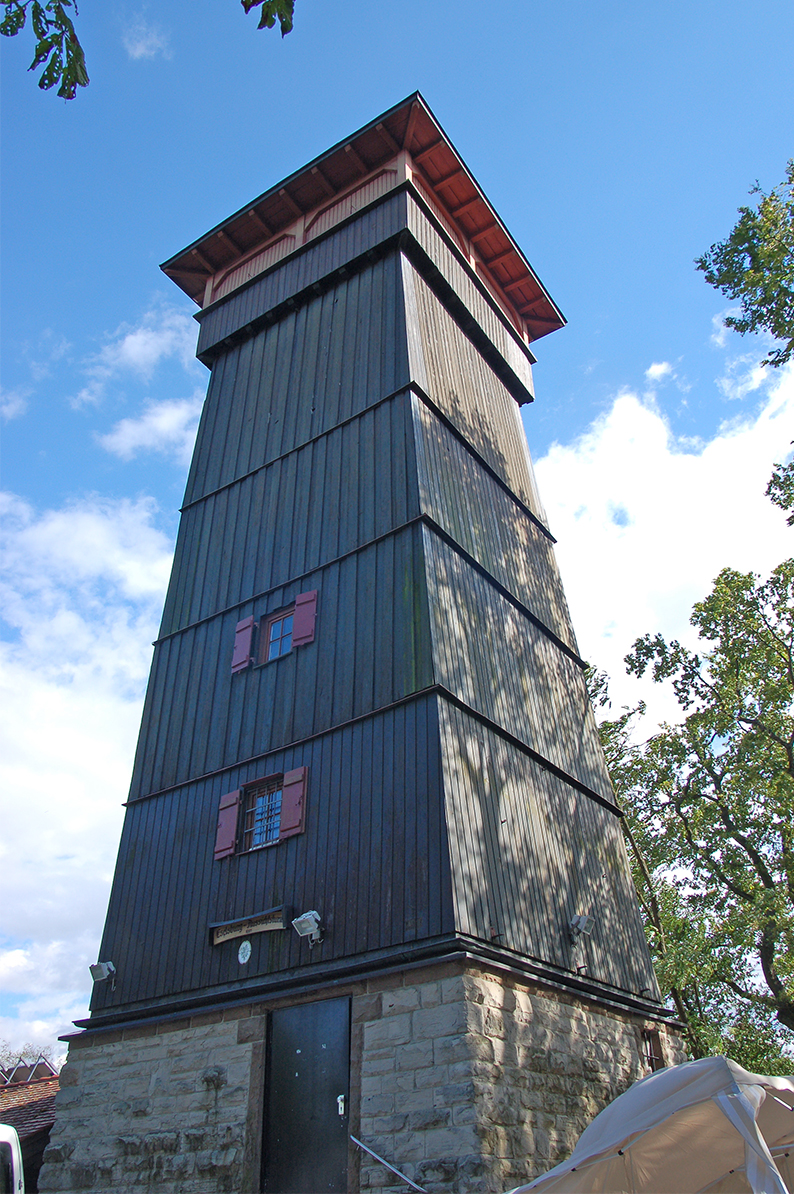
Aussichtsturm auf dem Eselsberg

- Grundschule
- Evangelischer Kindergarten

## Kultur und Sehenswürdigkeiten

### Bauwerke
Der Eselsburgturm auf dem 392 Meter hohen Eselsberg nördlich von Ensingen wurde im Jahr 1925 von der Ortsgruppe Ensingen des Schwäbischen Albvereins auf dem Burgstall der Burg Eselsberg erbaut. Der Holz-Turm hat eine Höhe von 18,2 Metern. Von seiner Aussichtsplattform hat man einen wunderbaren Rundblick vom Schlossberg bei Karlsruhe-Durlach im Westen, über den nördlichen Schwarzwald (Dobel, Hohloh, Hornisgrinde) zur Schwäbischen Alb – davor die Solitude und der Stuttgarter Fernsehturm – zum Schwäbischen Wald und den Löwensteiner Bergen. Im Norden beschränkt der benachbarte Höhenzug des Baiselsbergs und Wachtkopfs den Horizont.
Die heute evangelische St.-Veith-Kirche wurde um ca. 1200 erbaut, erstmals 1262 urkundlich erwähnt und „nach der über dem südlichen Eingang angebrachten Inschrift (Anno dom. 1468 renovata est hec structura sub Friderico de Nippenburg pastore hujus ecclesie)“ 1468 unter Pfarrer Friedrich von Nippenburg erneuert.

### Vereine
Die Ortsgruppe Ensingen des Schwäbischen Albvereins wurde im Jahr 2001 mit der Eichendorff-Plakette ausgezeichnet.